# Île de l'Oasis
Pour les articles homonymes, voir Oasis (homonymie).
L'île de l’Oasis est située au Centre-Est du réservoir Gouin, dans le territoire de la ville de La Tuque, dans la région administrative de la Mauricie, dans la province de Québec, au Canada.
Cette île s’étend dans les cantons de Marmette (partie Nord-Ouest), de Brochu (partie Sud-Est), de Chapman (partie Sud-Ouest et de Nevers (une petite baie de la partie Sud-Est). À la suite de l’aménagement complétée en 1948 du barrage Gouin, la forme actuelle de l’île a été façonnée par le rehaussement des eaux du réservoir Gouin. Le niveau de l’eau varie significativement, étant tributaire de la gestion des eaux du barrage Gouin.
Les activités récréotouristiques constituent la principale activité économique du secteur. La foresterie arrive en second.
L’accès à cette île se fait par la navigation ou par hydravion.
La surface des plans d’eau environnants est habituellement gelée de la mi-novembre à la fin avril, toutefois la circulation sécuritaire sur la glace se fait généralement du début décembre à la fin de mars.

## Géographie
Les bassins versants voisins de l’île de l’Oasis sont :
- côté nord : lac Fou (réservoir Gouin), baie Wacawkak, lac Marmette (réservoir Gouin), lac Kawawiekamak, lac Magnan (réservoir Gouin), lac McSweeney ;
- côté est : lac Magnan (réservoir Gouin) (baie Sud), lac Brochu (réservoir Gouin), lac Nevers (réservoir Gouin) ;
- côté sud : lac Chapman (réservoir Gouin), lac Garancières, lac Francoeur ;
- côté ouest : baie Marmette Sud, lac Lepage (rivière Wacekamiw), rivière Wacekamiw, rivière Nemio, lac Bureau (réservoir Gouin).

D’une longueur de 20,9 km (sens Nord-Sud), l’Île de l’Oasis a une largeur maximale de 3,1 km. Cette île comporte :
- la baie Kapiskitcitciwecimok d’une longueur de 6,0 km (sens Nord-Sud) et ouverte vers le Sud-Est ;
- la "baie de l'Oasis" comprise dans la pointe Sud, recevant la décharge du lac Eugénie ; cette baie est ouverte sur la "Passe de l'Oasis" qui relie la partie Sud-Est de la baie Marmette Sud au détroit menant au lac Nevers (réservoir Gouin) ;
- le "lac Arcade" dont la décharge se déverse du côté Est de l'île ;
- le "lac du Capitaine" et le "lac Lilie" dont la décharge commune se déverse du côté Est de l'île ;
- le "Lac du Sportif", le "Lac du Solitaire" et le "Lac Evita" sont situés au centre de l'île ; leur décharge commune coule vers le Nord pour se déverser sur la rive Ouest de la partie Sud-Ouest du lac Magnan (réservoir Gouin) ;
- une montagne dont le sommet atteint 520 m à 0,7 km de la Passe du Lac Fou.

L’île de l’Oasis démarque :
- partie Nord de l’île : la baie Marmette Sud et le lac Magnan (réservoir Gouin) ;
- partie Sud de l’île : la baie Marmette Sud et le lac Nevers (réservoir Gouin).

À partir, le courant coule sur 54,9 km jusqu’au barrage Gouin, selon les segments suivants :
- 5,5 km jusqu’à la décharge de la passe Kanatawatciwok (près de l’île aux Femmes) reliant la baie Marmette Sud et le lac Brochu (réservoir Gouin) ;
- 7,3 km vers l’Est, en contournant par le Nord l’île de la Croix dans sa traversée du lac Nevers (réservoir Gouin), jusqu’à son embouchure ;
- 42,1 km passant au Sud de l’île Kaminictikotanak et en contournant par le Nord une grande péninsule rattachée à la rive Sud du réservoir Gouin ; puis vers le Sud-Est dans le bras Sud-Est du lac Brochu (réservoir Gouin) ; et vers l’Est dans la baie Kikendatch jusqu’au barrage Gouin[1].

## Toponymie
La désignation « Île de l’Oasis » était déjà connue dans les années 1980. Au sens figuré, le terme oasis signifie un lieu ou un moment de quiétude ; ce qui caractérise bien cette île forestière et sauvage.
Le toponyme "Baie Marmette Sud" a été officialisé le 12 juin 2006 par la Commission de toponymie du Québec.